# احمدلی (ترکیه)
احمدلی (به ترکی استانبولی: Ahmetli) شهری است در کشور ترکیه که در استان مانیسا واقع شده‌است. جمعیت این شهر بر اساس سرشماری سال ۲۰۰۸ میلادی ۹٬۹۶۹ نفر و بر اساس برآوردهای سال ۲۰۰۹ میلادی ۱۰٬۴۲۱ نفر می‌باشد.